# Tramont-Émy
Tramont-Émy è un comune francese di 34 abitanti situato nel dipartimento della Meurthe e Mosella nella regione del Grand Est.

## Società

### Evoluzione demografica
Abitanti censiti